# GM Daewoo Vidamco
Die GM Daewoo Vidamco Công Ty Cổ Phần ist ein am 14. Dezember 1993 unter dem Namen Vietnam-Daewoo Motor Company Limited gegründeter Automobilhersteller mit Unternehmenssitz im Stadtteil Tứ Hiệp der Metropole Hà Nội. Für die Errichtung des Unternehmens wurde eine Investition in Höhe von 32 Millionen US-Dollar aufgebracht. Beteiligte waren die südkoreanische Daewoo Motor Company und der Zusammenschluss Vereinigter Mechaniker, welches dem vietnamesischen Verteidigungsministerium unterstellt ist.
Im Januar 1995 erfolgte dann schließlich die Grundsteinlegung für das neue Werk. Bereits vier Monate später waren ein Großteil der Fabrik bereits nutzbar und die Produktion mit verschiedenen Fahrzeugteilen wurde aufgenommen. Parallel dazu wurden die ersten Motoren und Karosserieteile für eine SKD-Montage des Daewoo Cielo eingeführt. Im März 1996 hatte man die Bauarbeiten abgeschlossen, sodass im Folgemonat bereits eine zweite Montagelinie den Betrieb aufnehmen konnte. Insgesamt 100.000 Automobile werden hier seither je Produktionsjahr im 1-Schicht-Betrieb zusammengebaut.
Im September nahm nun auch die dritte Montagelinie die Arbeit auf, welche ausschließlich für die Montage von Busfahrzeugen konstruiert ist. Neu in das Modellprogramm hinzugekommen waren so nun der Daewoo BS090 und der Daewoo BS105. Jährlich verlassen etwa 500 Busse die Werkshallen. Zwei weitere Modelle, der Daewoo Nubira und der Daewoo Leganza, wurden im Juni 1998 eingeführt und waren vor allem bei Behörden und Betrieben ein voller Erfolg. Der Cielo hingegen verzeichnete seinen Erfolg dafür bei den Taxiunternehmen. Im September erhielt der Kleinstwagen Daewoo Matiz Einzug, der sich vor allem als günstiges Reisemobil auf dem Markt einen Namen machte, wobei hier eine starke Werbekampagne dafür sorgte dieses Image aufzubauen.
Mit der Genehmigung durch die vietnamesische Regierung, Aktien an der Börse zu handeln, übernahm schließlich der inländische Konzern Vidamco zu 100 Prozent das Unternehmen. Bereits einen Monat später wurde auch die Montage des Daewoo Lanos aufgenommen. Ein Großauftrag der irakischen General Automobile Machinery Company veranlasste den Werksbetreiber seine Anlage erst einmal zu modernisieren. Die Handelsvereinbarung kam auf politischer Ebene zustande und umfasste hauptsächlich ein Programm zum Handel mit Lebensmittel und Öl. Insgesamt 525 Einheiten des Daewoo BS106 wurden an das irakische Unternehmen geliefert. Der Auftrag hatte einen Wert von 30 Millionen US-Dollar. Mit Aufnahme der Produktion im Juni wurde die Arbeit im Werk nun auf den 2-Schicht-Betrieb aufgeteilt. Der nächste Großauftrag kam dann folgend von der Hanoi Transerco für die älteren Modelltypen BS090 und BS105, welche für das Stadtbusprojekt Hanois geordert worden waren. Dies war ein erfolgloser Versuch der Regierung, einen möglichst großen Teil der Stadtbewohner, auf die Nutzung von öffentlichen Verkehrsmitteln zu gewöhnen, damit diese ihre Fahrräder und Mopeds möglichst unbenutzt lassen.
Das sechste Pkw-Modell Daewoos auf dem vietnamesischen Markt wurde im Februar 2002 der Daewoo Magnus. Wenig später folgte die neu gestaltete Version des Daewoo Matiz. Im Dezember kaufte dann die General Motors die Daewoo auf und übernahm damit auch die vietnamesische Tochtergesellschaft. Als erste Gemeinschaftsentwicklung wurde dann im April 2004 der Daewoo Lacetti etabliert. Als letztes vietnamesisches Daewoo-Modell wird hier seit 2006 die Stufenhecklimousine des Daewoo Gentra hergestellt. Aber auch der Chevrolet Captiva MaXX, Chevrolet Vivant, Chevrolet Spark und Chevrolet Cruze werden hier im Werk zusammengebaut.